# Attenti a quella pazza Rolls Royce
Attenti a quella pazza Rolls Royce (Grand Theft Auto) è un film del 1977 diretto e interpretato da Ron Howard, qui al suo debutto dietro la macchina da presa e attore protagonista del film.

## Trama
Due giovani innamorati, Ricky Freeman e Paula Powers, vogliono sposarsi a Las Vegas. Quando Paula fa conoscere Ricky ai suoi genitori questi ultimi contestano la decisione della figlia: così incontrano Collins Hedgeworth, appartenente a una ricca famiglia della zona, per farlo conoscere alla figlia. I genitori di Paula sono ricchi e suo padre, Bigby Powers, sta progettando di candidarsi come governatore. Egli, pensando che Ricky voglia sposare la figlia solo per il denaro, lo getta fuori casa, mentre Paula viene mandata nella sua stanza. Lei riesce a scappare dalla finestra e ruba la Rolls-Royce dei suoi genitori, fa salire Ricky e imbocca la strada: questo è l'inizio di due amanti in fuga e in corsa verso Las Vegas. Come si diffonde la notizia della loro fuga, molte persone partono dopo di loro per cercare di fermarli. Il padre di Paula, Bigby Powers inizia la caccia organizzandola con il suo elicottero privato. Collins Hedgeworth lascia il suo stabile e inizia a inseguire i giovani per l'amore che nutre verso Paula dopo averla conosciuta, ed è proprio lui che chiede a DJ Curly D. Brown, della stazione radio TenQ, che si offra una ricompensa di 25000 $ per quelli che riusciranno a prendere Paula e Ricky.
Come risultato la caccia si fa sempre più caotica e molte persone lungo la strada tentano di fermare la coppia, al fine di rivendicare il premio. Un certo numero di automobili verranno distrutte e rubate, e una ricompensa di 25.000 dollari successiva è offerta per Collins Hedgeworth, che è ricercato dalla polizia, dopo aver rubato una macchina per poter correre dietro i ragazzi in fuga. Con così tante macchine che li seguono, Paula e Ricky sono costretti a passare su piccole strade di campagna per cercare di far perdere le tracce ai loro inseguitori. Ricky chiede così se debbano cambiare luogo di destinazione o continuare per Las Vegas, decidendo di rimanere per la vecchia strada. Il padre di Paula fa un appello via telefono, ma lei si rifiuta di ascoltarlo.
Quando si avvicinano a Las Vegas, Ricky comincia ad avere dubbi circa le ragioni di Paula, e chiede se lei è motivata dall'amore per lui o per il desiderio di far dispetto a suo padre. Lei lo convince a sposarla e così arrivano finalmente nella capitale del divertimento. L'inseguimento però non è ancora finito e anche i mezzi di comunicazione cominciano a diffondere le notizie. Così i ragazzi per seminare gli inseguitori finiscono per essere coinvolti in un demolition derby. L'inestimabile Rolls Royce viene così totalmente distrutta, ma Paula e Ricky riescono a fuggire, finendo per sposarsi.

## Produzione
Il film è stato realizzato con un budget di 602000 $. È stato girato a Victorville, in California. Roger Corman ha lavorato come produttore esecutivo, con Rance Howard, che è anche coautore alla sceneggiatura con Ron.

## Box office e critiche
Il film fu un successo, guadagnando oltre 15 milioni di dollari al box office, la critica al contrario non è stata unanime nel giudizio.
Il film è uscito in DVD nel 1999 e ripubblicato nel 2006.